# RonReaco Lee
Pour les articles homonymes, voir Lee.
RonReaco Lee est un acteur américain né le 29 août 1977 .

## Filmographie
- 1989 : The return of the swamp thing (Le retour de la créature du marais) : Omar
- 1997-1999 : Sister, Sister : Tyreke Scott
- 2003-2005 : The Shield (série télévisée) : Taylor
- 2005 : Black/White : Reggie
- 2005 : Marni et Nate (série télévisée) : Todd
- 2007 : Monk (série télévisée) : Denny Hodges (saison 6, épisode 2)
- 2011 : Sam Axe : La Dernière Mission (Burn Notice: The Fall of Sam Axe) (TV) : Ben Delaney
- 2024 : Mea Culpa de Tyler Perry : Jimmy